# Warhammer 40,000: Dawn of War
Warhammer 40,000: Dawn of War (с англ. — «Боевой молот 40,000: Рассвет войны») — компьютерная игра, стратегия в реальном времени, разработанная студией Relic Entertainment на основе настольного варгейма Warhammer 40,000 студии Games Workshop. Издана в 2004 году компанией THQ. В последующие годы были выпущены следующие дополнения Winter Assault (2005), Dark Crusade (2006) и Soulstorm (2008). В 2009 году вышла игра-сиквел — Dawn of War II, однако обладающая несколько иной механикой.
Официальными издателями в России являлись «Руссобит-М» (Warhammer 40,000: Dawn of War и дополнение Winter Assault) и «Бука» (Warhammer 40,000: Dawn of War — Dark Crusade).
Обновлённая версия игры и её трёх дополнений, названная Warhammer 40,000: Dawn of War — Definitive Edition, была анонсирована 22 мая 2025 года на Warhammer Skulls. Выпуск намечен на 14 августа 2025 года.

## Игровой процесс
В распоряжении игрока в режиме кампании находится армия Космического Десанта из Ордена Кровавых Воронов, с которым игрок может пройти все 11 миссий.
В режиме «схватки» также доступны армии остальных рас.

## Особенности игры
Как и в большинстве других RTS, игроку дается возможность собирать ресурсы и тратить их на строительство своей базы, развитие технологий и строительство военных единиц. Однако, в отличие от многих других популярных RTS (таких как StarCraft, Warcraft, C&C и т. п.), в игре уделено очень большое внимание тактической составляющей. Бои как правило проходят не большими скопищами войск, а небольшими отрядами по 4-8 человек, а число военной техники исчисляется единицами. Существуют также и индивидуальные ограничения. Например, количество строителей рас орков и Хаоса ограничены 4-5 юнитами. А рабочие остальных рас попадают под общее ограничение пехоты. Наиболее мощная боевая единица, как правило, может быть только одна. В последующих дополнениях все рабочие и сильные юниты уже попадают под индивидуальные ограничения. Общее количество войск и техники в игре также ограничено, что препятствует стратегиям выжидания и накопления огромных войск.
Кроме того, в игре реализовано командование сразу подразделениями. То есть, например, группа из 6 космодесантников является неделимой и все приказы отдаются целиком всему подразделению. Если к отряду присоединён командир — он будет действовать с отрядом, значительно увеличивая его боеспособность.
Также большой упор в игре делается на индивидуальные способности каждого юнита, так что бой требует довольно серьёзного микроконтроля каждого подразделения, а тактика «просто отправить их в бой» обычно приводит к поражению.
Ещё в игре реализована механика пополнения отрядов прямо на поле боя. То есть когда от отряда десантников остается только половина, игрок может пополнить этот отряд без необходимости бежать на базу (пополнение требует как ресурсов, так и времени). Скорость пополнения отряда зависит от уровня его боевого духа. Данная механика, с одной стороны, заставляет беречь подразделения, а с другой — вносит в игру ощутимую динамику.
В игре есть два вида ресурсов — влияние и энергия, и они неисчерпаемы. Добыча влияния построена на захвате и владении контрольными точками. Однако скорость добычи точки постепенно начинает падать, если её контроль долго не сменялся. Добыча энергии осуществляется за счёт генераторов, размещённых на территории базы и тепловых генераторов, размещённых на лавовых шахтах.

## Сюжет игры
Действие игры разворачивается во вселенной Warhammer 40,000, на планете Тартарус (англ. Tartarus).
По сюжету, Габриэль Ангелос, капитан 3-й роты Космодесанта ордена Кровавых Воронов, прибывает на планету для борьбы с нашествием орков, которые стали настоящим бедствием звездной системы. Позднее оказывается, что зеленокожими руководят Космодесантники Хаоса. Чернокнижник Синдри предаёт своего господина лорда Баала и Габриэль убивает его. Далее Габриэля предает его друг-библиарий Изидор Айкеш, передавший чернокнижнику Синдри мистический артефакт — Маледиктум, но, несмотря на это, Синдри оставляет Изидора сражаться одного, и тот погибает от руки бывшего друга. Синдри использует камень, чтобы обратиться в Принца Демонов.
Габриэль получает от инквизитора Мордехая Тота легендарный Молот Демоноборца «Божественный Расщепитель», и, собрав остатки своих войск, а также объединившись с Эльдарами, бросает вызов огромной армии Хаоса. Кровавая битва кончается тем, что Габриэль убивает Принца Демонов и получает Маледиктум. Инквизитор призывает Габриэля уничтожить камень, но Видящая Эльдаров говорит, что этим они совершат великое зло, и пытается убедить Габриэля отдать камень ей. Ангелос стоит на перепутье, но в конце концов наносит по Маледиктуму мощный удар и уничтожает камень. Видящая говорит, что этим Космодесантники обрекли всю Вселенную на страшную кару. Между Космодесантом и Эльдарами вновь вспыхивает вражда, а Тартарус вот-вот будет окончательно погружен в варп-шторм. Силы людей и Эльдаров расходятся по своим кораблям.
Перед уходом Габриэль встречается с могущественным демоном, который был заточен в Маледиктуме. Космодесантник понимает, что совершил страшную ошибку. Освобождённый демон говорит, что вся планета Тартарус была на самом деле гигантским жертвенным алтарём Бога Хаоса Кхорна (Бог Крови), где в ходе боёв, в том числе и во время нашествия орков, было пролито множество крови, что позволило камню наполниться силой и освободить демона. И если бы Кровавые Вороны разрушили камень раньше, то и демон был бы уничтожен. Демон благодарен Ангелосу за подаренную им свободу и дарует ему жизнь. Габриэль заявляет, что не страшится его и теперь знает о нём всё, и клянётся уничтожить его при следующей встрече, после чего тоже покидает Тартарус.

## Расы
- Космический Десант — раса генетически улучшенных людей, созданных Императором по образу и подобию его «сынов» — Примархов. Также известны под именем Адептус Астартес (англ. Adeptus Astartes) или Ангелы Смерти. В игре представлен орден Кровавых Воронов. Герои: Библиарий — Изидор Айкеш, Командующий — Габриэль Ангелос, Инквизитор — Мордехай Тот, Полковник Имперской Гвардии — Карус Брум.
- Орки — огромные зеленокожие варвары, живущие ради битвы. В кампании не указана клановая принадлежность этих орков. Лидер — вождь Оркамунгус.
- Хаос — предатели и отступники Космодесанта, попавшие под пагубное влияние богов Хаоса. В игре представлены Альфа-Легионом. Герои: Командующий — Лорд Баал, Чернокнижник — Синдри Мир.
- Эльдары — древняя раса, технологии которой на голову опережают остальных. В игре представлены эльдары Биель-Тан. Герои: Видящая — Маха (Маchа), Всевидящий Совет.

## Рецензии
| Сводный рейтинг    | Сводный рейтинг            |
| Агрегатор          | Оценка                     |
| ------------------ | -------------------------- |
| GameRankings       | 86,65 %                    |
| Metacritic         | 86 % (based on 51 reviews) |
| Иноязычные издания |                            |
| Издание            | Оценка                     |
| CGW                | 4,5 out of 5               |
| Game Informer      | 9,25/10                    |
| GamePro            | 5/5                        |
| GameSpot           | 8,8/10                     |
| GameSpy            | [ 8 ]                      |
| IGN                | 8,8/10                     |
| PC Gamer (UK)      | 91 %                       |

На агрегаторах рецензий Metacritic и Game Rankings игра собрала 86 и 87 баллов из 100..

### Зарубежная игровая журналистика
С момента выхода игра Warhammer 40,000: Dawn of War получила положительные отклики от игровой прессы. Это объяснялось наличием хорошего баланса между фракциями и юнитами, высоким качеством игровой анимации и пользовательского интерфейса.
IGN стал одним из первых, кто опубликовал рецензию на игру, дав ей 8.8/10 и похвалив за высокий уровень графики и анимации. Однопользовательский и многопользовательский режимы были названы одним из сильнейших пунктов игры.
Gamespot пришёл к схожему ощущению, отметив высокое качество графического и звукового оформления.
Однако предметом для критики стала одиночная кампания, которая по мнению обозревателей была очень короткой и линейной. Ещё одним объектом для критики стала её неоригинальность. IGN констатирует «Ничто в геймплее серьёзно не удивляет (хотя возможность пополнять подразделения весьма интересна) но это и не особо и важно…Relic надрала зад большей части индустрии развлечений».

### Российская игровая пресса
Крупнейший российский портал игр Absolute Games поставил игре 88 %. Обозреватель отметил неплохую графику и интересный мультиплеер игры. К недостаткам была отнесена слабая одиночная кампания. Вердикт: «Постепенно цель унификации и прочего „дизайна интерьеров на лету“ проясняется. Стихией существования игрока в DoW может быть только война. И в сражении с „живым“ оппонентом шансов отделаться стандартными приемами будет куда меньше. Так уж вышло, что в одиночном варианте Dawn of War — всего лишь ещё одна RTS с интересными особенностями, а в многопользовательском — совсем другая игра. Утешает мало, но игнорировать этот факт нельзя.»
Игромания поставила игре 9.0 баллов из 10-ти, сделав следующее заключение: «Исполин, каких в индустрии можно пересчитать по пальцам одной руки. Dawn of War — это, помяните наше слово, Warcraft нового поколения. Обязателен к ознакомлению».

## Дополнения
После успешного выхода оригинальной версии игры разработчики выпустили три значительных дополнения:
- Winter Assault — в игре появляется новая раса Имперская Гвардия. Все действия игры переносятся на планету под названием Лорн-5, куда уже высадились несколько рас. Каждая из них преследует важную цель на планете — найти и захватить великого титана класса «Император». Таким образом начинается противостояние.
- Dark Crusade — второе по счёту дополнение к игре. Добавлены две новые расы, Тау и Некроны, а события переносятся на планету Кронус. В противостоянии участвует семь рас, где игроку предстоит выбрать одну из них и покорить всю планету, полностью уничтожив врагов.
- Soulstorm — в третьем по счёту дополнении появляется ещё две новые расы, Тёмные Эльдары и Сестры битвы. Таким образом, общее количество рас достигает девяти. Важным обновлением стало появление авиации в каждой из рас, а действия развиваются не на одной планете (как это было раньше), а сразу на четырёх.